# Девяткина, Алла Леонидовна
А́лла Леони́довна Девя́ткина (в девичестве Радикорская; 29 марта 1924 — 18 февраля 2018) — советский механизатор, Герой Социалистического Труда (1970). Депутат Верховного Совета СССР 6 созыва.

## Биография
Родилась 29 марта 1924 года в городе Кимры (ныне административный центр Кимрского района Тверской области). Отец был бухгалтером, мать — домохозяйкой. Алла была третьим ребёнком, всего же детей в семье было четверо.
Училась в кимрской средней школе № 14. С началом Великой Отечественной войны поступила на курсы трактористов при Кимрской машинно-тракторной станции в деревне Шутово, которые окончила в феврале 1942 года. Весной 1942 года была направлена в Губин-Угольскую тракторную бригаду трактористкой. В 1942 году на фронте погиб Борис Радикорский — старший брат Аллы, после чего девушка попыталась отправиться добровольцем на фронт, но в военном комиссариате ей в этом было отказано.
С 1943 года — бригадир Губин-Угольской женской тракторной бригады, а затем женской тракторной бригады колхоза «Шутовский». В 1944 году вступила в ВКП(б). В 1949 году Радикорская вышла замуж за газоэлектросварщика Анатолия Девяткина, в 1951 году у них родился сын Николай.
Занимала разные должности в совхозах и колхозах Кимрского района. Окончила курсы при сельскохозяйственной академии.
Была депутатом Верховного Совета СССР 6 созыва, делегатом 20 съезда КПСС.
8 апреля 1970 года Указом Президиума Верховного Совета СССР Девяткиной было присвоено звание Героя Социалистического Труда.
С 1970 года по 1982 год являлась главным инженером совхоза «Шелковка». В 1984 году вышла на пенсию.
Жила в Кимрах. Умерла там же 18 февраля 2018 года на 94-м году жизни.

## Награды
- Герой Социалистического Труда (Указ Президиума Верховного Совета СССР от 8 апреля 1970 года, медаль «Серп и Молот»)[7]
- два ордена Ленина (7 марта 1960 года, 8 апреля 1970 года)[7]
- медаль «За доблестный труд в Великой Отечественной войне 1941—1945 гг.» (1947)[8]
- Заслуженный механизатор сельского хозяйства РСФСР (1963)[7]
- Знак Губернатора Тверской области «Во благо земли Тверской» (распоряжение Губернатора Тверской области от 4 декабря 2013 года)[8]
- Почётный гражданин города Кимры (решение Городского Совета народных депутатов от 14 июля 1987 года)[9]
- Почётный гражданин Кимрского района (2004)[10]
- другие награды